# 林芋村
林 芋村（はやし うそん、1886年 - 1929年4月3日）は、長野県下伊那郡千代村荻坪（現・飯田市）出身の教育者。本名は林 芳弥（はやし よしや）。

## 経歴
1886年（明治19年）長野県下伊那郡千代村荻坪（現・飯田市）に生まれた。父は芳平、母はとみ。四男だった。千代村立千代尋常小学校（現・飯田市立千代小学校）、農工補習学校を卒業し、徴兵検査で甲種合格となったことで近衛兵として入隊した。除隊後には役場の吏員として働いていたが、1915年（大正4年）28歳の時に波合村の尋常小学校（現・平谷村立平谷小学校）で代用教員となった。1922年（大正11年）12月、尋常科正教員資格を取得。平谷湖の近くに住み、年老いた母親や子どもとともに暮らした。平谷村で15年間教壇に立っていたが、1929年（昭和4年）4月3日、植林中に古木の下敷きになって死去した。44歳没。

## 史跡
平谷村入川の国道148号沿いには、1932年（昭和7年）に芋村の歌碑「深雪せる 野路に小さき 沓の跡 われこそ先に 行かましものを」が建立された。平谷村のみならず、長野県の教育界において有名な歌であり、長野県の教員採用試験で意味が問われたこともある。1988年（昭和63年）1月18日には「林芋村歌碑」として平谷村有形文化財に指定された。1983年（昭和58年）、この歌に曲が付けられ、平谷村立平谷小学校の文化祭（高嶺祭）では教員全員で合唱する。

## 歌集
- 林芋村『林芋村短歌集』平谷村、2012年